# Duguetia riberensis
Duguetia riberensis là loài thực vật có hoa thuộc họ Na. Loài này được Aristeg. ex Maas & Boon mô tả khoa học đầu tiên năm 1996.